# Gomma di xantano
La gomma di xantano o gomma di xantana (semplicemente xantano o xantana) è un polisaccaride utilizzato come additivo alimentare e modificatore reologico. Sulle etichette dei prodotti alimentari viene indicato come E415.
Viene ottenuta mediante processo di fermentazione in coltura pura di un carboidrato (glucosio o saccarosio) da parte di ceppi naturali del batterio Xanthomonas campestris, purificato per estrazione con etanolo oppure 2-propanolo, essiccato e macinato.
Essa contiene, quali principali esosi, il D-glucosio e il D-mannosio, nonché gli acidi D-glucuronico e piruvico e viene preparata sotto forma di sali di sodio, potassio o di calcio. Le sue soluzioni sono neutre . Si presenta come polvere color crema solubile in acqua ed insolubile in etanolo.

## Utilizzo nelle farine
Lo xantano è utilizzato per rendere collose le farine prive di glutine.

## Effetti sulla salute
Un gruppo di studi ha rilevato che può comportare alterazioni del microbioma intestinale.